# فوتونا (والس وفوتونا)
فوتونا هي جزيرة تبلغ مساحتها 80 كيلومترًا مربعًا (30 ميلًا مربعًا) وتضم 3225 نسمة والحد الأقصى للارتفاعها 500 مترًا (1600 قدم) تقع في المحيط الهادئ، تتبع مقاطعات وأقاليم ما وراء البحار الفرنسية من والس وفوتونا. وهي واحدة من جزر هورن، بالقرب من جزيرة ألوفي. كلا الجزيرتان بقايا من بركان قديم مندثر، يحدهما الآن الشعاب المرجانية الهدابية.
على الجزيرة الموضع (كاتدرائية بوي الآن) الذي قُتل فيهبيتر تشانل في عام 1841، ليصبح قديس بولينيزيا الكاثوليكي الوحيد. أخذت فوتونا اسمها من شجرة السموم المحلية (Barringtonia asiatica).